# Komora bezcieniowa

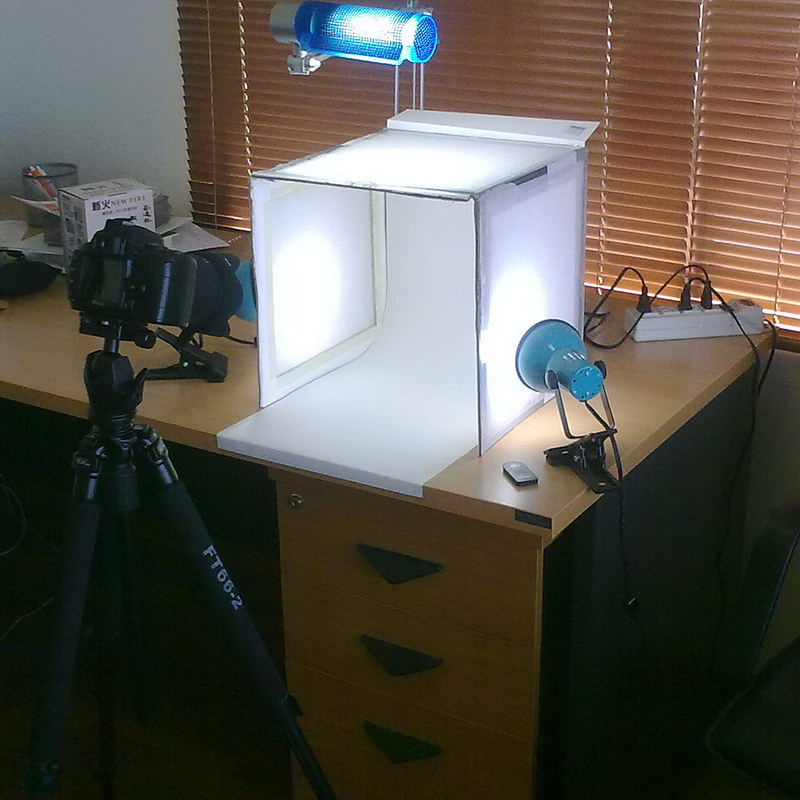

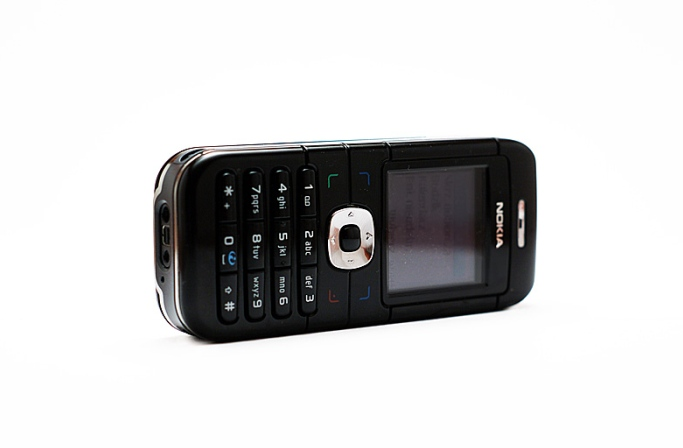
Zdjęcie telefonu komórkowego wykonane w namiocie bezcieniowym

Komora bezcieniowa, Namiot bezcieniowy (ang. light box, light tent) to rodzaj komory w formie małego namiotu lub pudełka używanej w fotografii, pozwalającej na fotografowanie małych przedmiotów bez zbędnych cieni. Oprócz specjalnego tła cała komora jest obleczona materiałem z tworzywa sztucznego rozpraszającym światło (zwykle białego koloru), a eliminację cieni dokonuje się przez oświetlenie przedmiotu w komorze dodatkowym światłem bocznym i zwykle tylnym (światło halogenowe).
Używana jest głównie w celu ograniczenia wszelkiego rodzaju odbić na fotografowanym przedmiocie, pochodzących z otoczenia. Światło wpadające do namiotu jest zmiękczone, równiejsze i mniej kontrastowe. Można w ten sposób uzyskać łagodne cienie i zniwelować ciemne plamy na samym przedmiocie. Stosując komorę bezcieniowa fotograf pozbywa się również nieładnych odbić. 
Równomierne rozkładanie się światła w namiocie bezcieniowym powoduje, że przedmiot fotografowany staje się płaski i bez wyrazu. 
Dzięki temu zabiegowi zdjęcia małych przedmiotów są równomiernie oświetlone. Jedynym wyjątkiem są elementy ze szkła bezbarwnego, gdzie przez rozproszenie światła osłabiane są także jego kontury.
Podobne zabiegi można uzyskać przy fotografii studyjnej przy dobrym oświetleniu przy wykorzystaniu specjalnego ekranu lub przy wykorzystaniu stołu bezodbiciowego dla większych przedmiotów.